# Mariano Fuster y Fuster
Mariano Fuster y Fuster (Palma de Mallorca, siglo XIX-Barcelona, 1929) fue un pintor e industrial español.

## Biografía

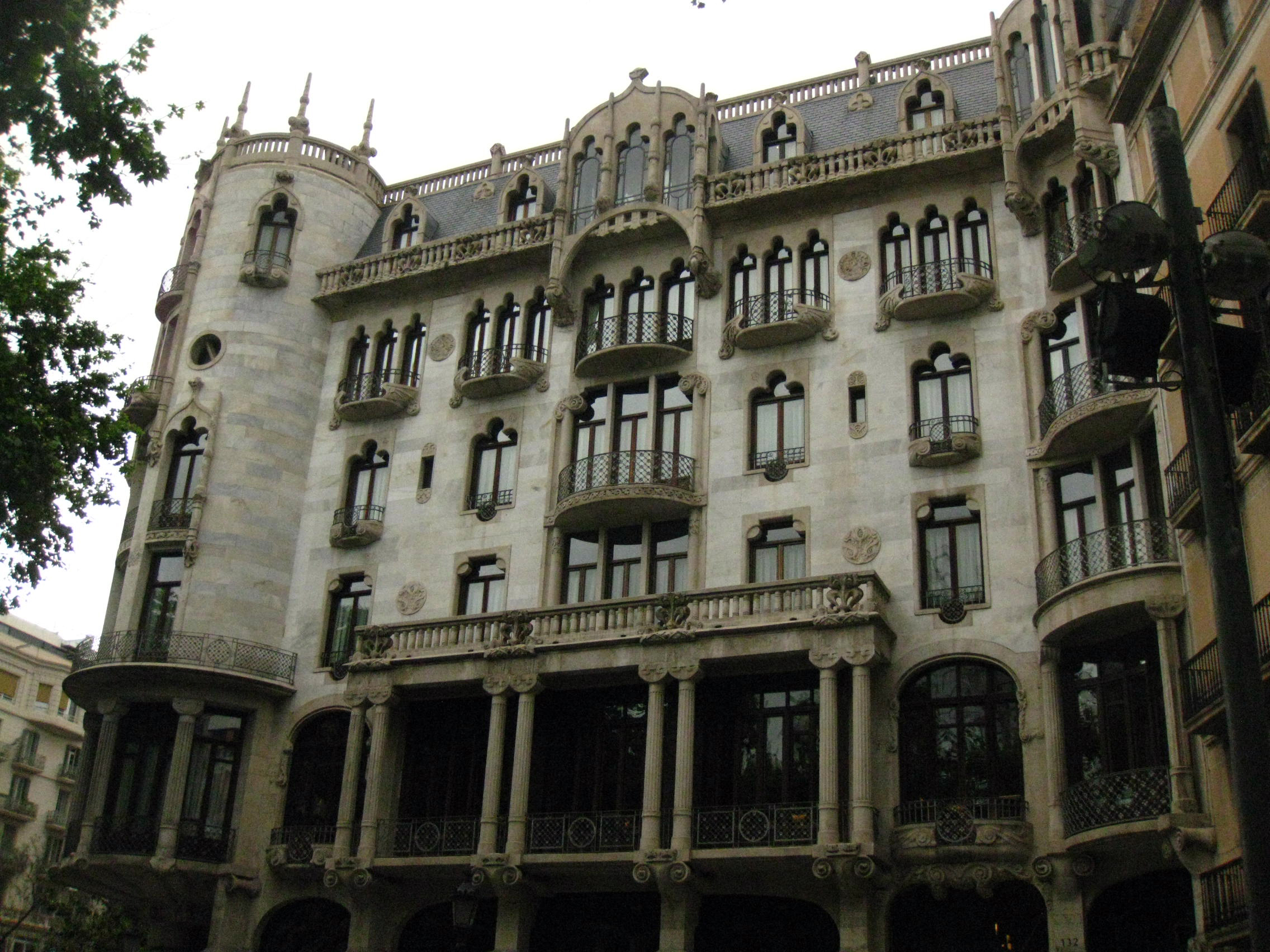
Casa Fuster, en el paseo de Gracia de Barcelona, obra de Lluís Domènech i Montaner.

Nació en Palma de Mallorca, según alguna fuente en 1862. Casado en 1879 con María de la Consolación Fabra y Puig, era primo del pintor Antonio Fuster y Forteza. Fue autor de La acuarela y sus aplicaciones. Fuster, un hombre de negocios de relieve en la ciudad de Barcelona y empresario vitivinícola con viñedos en Mallorca, entraría en la industria del vino espumoso. Concejal del Ayuntamiento de Barcelona, estuvo vinculado al Partido Conservador a comienzos del siglo XX, próximo a la figura de Maura, y fue presidente del Círculo Artístico de la ciudad. Falleció el 7 de febrero de 1929.